# إيرني بادجيت
إيرني بادجيت (بالإنجليزية: Ernie Padgett)‏ هو لاعب كرة قاعدة أمريكي، ولد في 1 مارس 1899 في فيلادلفيا في الولايات المتحدة، وتوفي في 15 أبريل 1957 في إيست أورانج في الولايات المتحدة.

## وصلات خارجية
- إيرني بادجيت على موقع دوري كرة القاعدة الرئيسي (الإنجليزية)
- إيرني بادجيت على موقعبيزبول رفرنس.كوم (الدوري الرئيسي) (الإنجليزية)
- إيرني بادجيت على موقعبيزبول رفرنس.كوم (الدوري الثانوي) (الإنجليزية)
- إيرني بادجيت على موقع إي إس بي إن.كوم (أم.أل.بي) (الإنجليزية)
- إيرني بادجيت على موقع مشجعي الرسوم البيانية (الإنجليزية)